# Рыночная цена акции
Рыночная цена акции - наиболее вероятная предполагаемая цена при возможной продаже акций, когда стороны сделки действуют свободно (без принуждения) и разумно. Иными словами, это стоимость, по которой акции продаются и покупаются на рынке, и если есть спрос, цена растет; если нет- цена падает.
Финансовый словарь определяет рыночную стоимость акции, как последняя цена, по которой продавались акции.
Поэтому рыночная стоимость всех акций компании может в десятки раз отличаться от общего капитала компании, включая собственность и финансовые активы.

## Продажа и покупка.
Процесс покупки и продажи акций часто предполагает участие биржевого маклера в качестве посредника. Если акции компании не имеют оборота на рынке, то сделки осуществляются между физическими лицами  через уполномоченных регистраторов или маклеров ( в каждой стране существует собственная система регистрации купли продажи акций).

## Определение рыночной цены (стоимости) акций
Все формулы расчёта рыночной стоимости говорят об ОЖИДАНИИ инвесторов. Но никак не могут гарантировать, что эти ожидания будут выполнены. В итоге, главным критерием рыночной стоимости является рынок.
Самым простым способом определения рыночной цены является определение средневзвешенной цены по сделкам купли-продажи акций  за последние 6 месяцев.

## Математические методы вычисления рыночной цены (стоимости) акций.[2]
В мировой практике существует также три основных подхода к оценке рыночной стоимости акций, каждый из которых имеет свои плюсы и минусы .
Фундаменталистический  метод. Этот метод учитывает коммерческие интересы держателей и ориентируется на дисконтируемый размер дивидендов (доходов). При этом может учитываться постоянная или растущая ставка дивидентов, а также темп роста дивидентов.
При этом рыночная стоимость не зависит от стоимости имеющейся у компании собственности, финансовых активов и т.д.
Технократический метод. Этот метод заключается в статистической обработке изменения рыночной стоимости акций той или иной компании. Такая статистическая оценка позволяет экстраполировать  изменение цены в краткосрочной, средне – и долгосрочной перспективе. Этот метод имеет недостатки, связанные с непредсказуемостью влияния внешних событий ( политических, финансовых и т.п.), способных резко изменить тренды рынка.
Метод по текущим показателям.   Этот метод ориентирован только на анализ текущих показателей рыночной стоимости и отрицает зависимость от предыдущего развития. Обычно применяется для краткосрочных инвестиционных вложений.
Еще один важный показатель, который следует учитывать при инвестировании – это ценность акции, то есть отношение цены к предполагаемым доходам. В случае высокого показателя ценности вкладчики вправе рассчитывать на значительный темп роста дивидендов.
Таким образом, рыночная стоимость акций являет собой объективный показатель, учитывающий и перспективы рынка, и ожидания инвесторов.